# San Andrés Itzapa
San Andrés Itzapa («San Andrés»: en honor a su santo patrono, Andrés Apóstol; «Itzapa»: del náhuatl, que significa «río de piedra de rayo»), es un municipio que se encuentra al este del departamento de Chimaltenango, en la República de Guatemala. Incluye a las aldeas Chimachoy y Calderas, que se mencionaron en la primera constitución del Estado de Guatemala en 1825, y colinda al norte con la cabecera municipal, al oeste con Zaragoza y Patzicía, al sur con Acatenango y al este con Parramos.

## Toponimia

### Nombre castellano

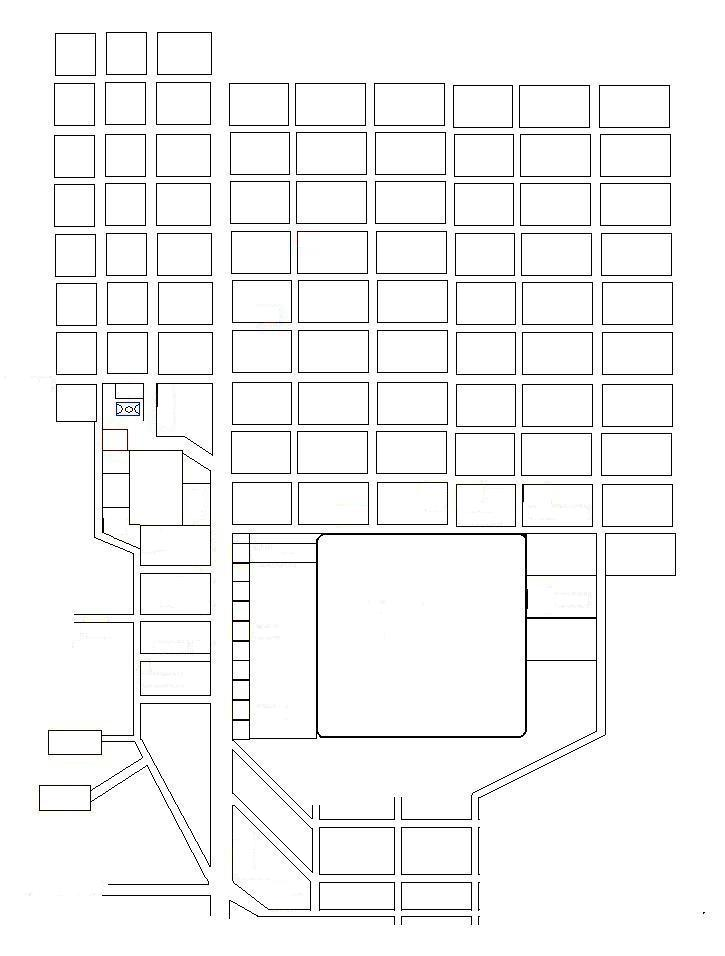
Croquis del centro.

Muchos de los nombres de los municipios y poblados de Guatemala constan de dos partes: el nombre del santo católico que se venera el día en que fueron fundados y una descripción con raíz náhuatl; esto se debe a que las tropas que invadieron la región en la década de 1520 al mando de Pedro de Alvarado estaban compuestas por soldados españoles y por indígenas tlaxcaltecas y cholultecas. San Andrés Itzapa fue llamado originalmente «Itzapan» en náhuatl en 1538, que se origina de los términos «itza» (español: «piedra de rayo») y «apant» (español: «río») y que significa «río de piedras de rayo»; mientras que el nombre de «San Andrés» fue añadido en honor a Andrés Apóstol. Cuando los españoles llegaron a aquel lugar lo denominaron inicialmente «Valle del Durazno», debido a la presencia de esta planta en la planicie, que se conocía como «Los Cerritos» y «Las Tunas».[cita requerida]

### Nombre k'ach'ikel
En los Anales de los Cakchiqueles o Memorial de Tecpán Atitlán, en la versión de Recinos (escrito en k'ach'ikel y español), se menciona que el día 7 Ahmac, los reyes Ahpozotzil y Aposahil se dirigieron al «Paruyaal Chay» cuando en enero de 1538 llegaron los principales a la cabecera de Sololá; se le mencionó también como «Los Ruyaal Chay», que significa «río de los Chayes».

## División política
| Clasificación          | Nombre                | Distancia a cabecera municipal (en km)          |
| ---------------------- | --------------------- | ----------------------------------------------- |
| Aldeas                 | Chicazanga            | 5.4                                             |
| Aldeas                 | Chimachoy             | 10.5                                            |
| Aldeas                 | Panimaquin            | 7                                               |
| Aldeas                 | San José Calderas     | 16.5                                            |
| Aldeas                 | Hierba Buena          | 7                                               |
| Aldeas                 | El Aguacate           | N/A                                             |
| Aldeas                 | San José Los Corrales | 7                                               |
| Aldeas                 | Xeparquiy             | 5                                               |
| Aldeas                 | San José Cajahualten  | 9                                               |
| Aldeas                 | San Rafael            | 12.5                                            |
| Cantones               | San Cristóbal         | N/A Están localizados en la cabecera municipal. |
| Cantones               | San Pedro y San Pablo | N/A Están localizados en la cabecera municipal. |
| Cantones               | Santísima Trinidad    | N/A Están localizados en la cabecera municipal. |
| Cantones               | San Antonio           | N/A Están localizados en la cabecera municipal. |
| Cantones               | San Lorenzo Norte     | N/A Están localizados en la cabecera municipal. |
| Cantones               | San Lorenzo Sur       | N/A Están localizados en la cabecera municipal. |
| Colonias residenciales | El Edén               | N/A Están localizados en la cabecera municipal. |
| Colonias residenciales | La Primavera          | N/A Están localizados en la cabecera municipal. |
| Colonias residenciales | Las Conchitas         | N/A Están localizados en la cabecera municipal. |
| Colonias residenciales | Colinas de San Andrés | N/A Están localizados en la cabecera municipal. |
| Colonias residenciales | Canadá                | N/A Están localizados en la cabecera municipal. |
| Colonias residenciales | Navideña              | N/A Están localizados en la cabecera municipal. |
| Colonias residenciales | La Cuchilla           | N/A Están localizados en la cabecera municipal. |
| Colonias residenciales | La Pinada             | N/A Están localizados en la cabecera municipal. |
| Colonias residenciales | Los Encinos           | N/A Están localizados en la cabecera municipal. |
| Colonias residenciales | Comunidad Xejuyu      | N/A Están localizados en la cabecera municipal. |
| Colonias residenciales | San Francisco         | N/A Están localizados en la cabecera municipal. |
| El Stan                |                       |                                                 |

## Geografía física

### Hidrografía
La principal cuenca hidrográfica de este municipio está constituido por el río Guacalate, que abarca la mayor parte del territorio del mismo, sus principales afluentes son varios ríos de bajo caudal dentro de los que se puede mencionar: La Virgen”, Xipacay y Negro.[cita requerida]

### Topografía
El tipo de suelo se caracteriza por sus pendientes mayores de10% con presencia de barrancos profundos de paredes perpendiculares, erosionadas (desarrollados sobre cenizas volcánicas), la génesis de los suelos se ha conformado a partir de tres clases de materiales que son: 1. Cenizas Volcánicas de grano grueso en la parte más alta. 2. Cenizas volcánicas endurecidas (con talpetate), en la parte media. 3. Cenizas volcánicas transportadas por el agua y depositas en la parte baja.
El principal problema del suelo lo constituye la erosión que provoca la lluvia. Según datos del Instituto de investigación Agronómica El 32% de la tierra es utilizado para el cultivo. El 45% de las Tierras es apto para la producción forestal, pastos, agrofestería y construcción de ecosistema. El 23% de la tierra es ocupada por población urbana y rural.

### Clima
La cabecera municipal de San Andrés Itzapa tiene clima templado (Clasificación de Köppen: Csb).
| Parámetros climáticos promedio de San Andrés Itzapa | Parámetros climáticos promedio de San Andrés Itzapa | Parámetros climáticos promedio de San Andrés Itzapa | Parámetros climáticos promedio de San Andrés Itzapa | Parámetros climáticos promedio de San Andrés Itzapa | Parámetros climáticos promedio de San Andrés Itzapa | Parámetros climáticos promedio de San Andrés Itzapa | Parámetros climáticos promedio de San Andrés Itzapa | Parámetros climáticos promedio de San Andrés Itzapa | Parámetros climáticos promedio de San Andrés Itzapa | Parámetros climáticos promedio de San Andrés Itzapa | Parámetros climáticos promedio de San Andrés Itzapa | Parámetros climáticos promedio de San Andrés Itzapa | Parámetros climáticos promedio de San Andrés Itzapa |
| Mes                                                 | Ene.                                                | Feb.                                                | Mar.                                                | Abr.                                                | May.                                                | Jun.                                                | Jul.                                                | Ago.                                                | Sep.                                                | Oct.                                                | Nov.                                                | Dic.                                                | Anual                                               |
| --------------------------------------------------- | --------------------------------------------------- | --------------------------------------------------- | --------------------------------------------------- | --------------------------------------------------- | --------------------------------------------------- | --------------------------------------------------- | --------------------------------------------------- | --------------------------------------------------- | --------------------------------------------------- | --------------------------------------------------- | --------------------------------------------------- | --------------------------------------------------- | --------------------------------------------------- |
| Temp. máx. media (°C)                               | 21.7                                                | 22.6                                                | 24.2                                                | 24.7                                                | 24.4                                                | 22.5                                                | 22.7                                                | 23.1                                                | 22.5                                                | 21.8                                                | 21.9                                                | 21.6                                                | 22.8                                                |
| Temp. media (°C)                                    | 15.5                                                | 16.1                                                | 17.4                                                | 18.6                                                | 18.9                                                | 18.1                                                | 17.9                                                | 17.9                                                | 17.8                                                | 17.1                                                | 16.4                                                | 15.5                                                | 17.3                                                |
| Temp. mín. media (°C)                               | 9.3                                                 | 9.6                                                 | 10.6                                                | 12.5                                                | 13.4                                                | 13.8                                                | 13.2                                                | 12.8                                                | 13.1                                                | 12.4                                                | 11.0                                                | 9.5                                                 | 11.8                                                |
| Precipitación total (mm)                            | 3                                                   | 4                                                   | 4                                                   | 37                                                  | 113                                                 | 277                                                 | 199                                                 | 187                                                 | 263                                                 | 139                                                 | 36                                                  | 8                                                   | 1270                                                |
| Fuente: Climate-Data.org                            |                                                     |                                                     |                                                     |                                                     |                                                     |                                                     |                                                     |                                                     |                                                     |                                                     |                                                     |                                                     |                                                     |

### Ubicación geográfica
San Andrés Itzapa está rodeado por municipalidades del departamento de Chimaltenango:
- Norte y noreste: Chimaltenango
- Noroeste: Zaragoza
- Sur: Acatenango
- Este: Parramos
- Oeste: Zaragoza y Patzicía[5]

| Noroeste: Zaragoza       | Norte: Chimaltenango | Nordeste: Chimaltenango |
| Oeste: Zaragoza Patzicía |                      | Este: Parramos          |
|                          | Sur: Acatenango      |                         |

## Gobierno municipal
Los municipios se encuentran regulados en diversas leyes de la República, que establecen su forma de organización, lo relativo a la conformación de sus órganos administrativos y los tributos destinados para los mismos.  Aunque se trata de entidades autónomas, se encuentran sujetos a la legislación nacional y las principales leyes que los rigen desde 1985 son:
| N.º | Ley                                                | Descripción |
| --- | -------------------------------------------------- | --- |
| 1   | Constitución Política de la República de Guatemala | Tiene una regulación legal específica para los municipios en los artículos 253 al 262. |
| 2   | Ley Electoral y de Partidos Políticos              | Ley de carácter constitucional aplicable a los municipios en el tema de la conformación de sus autoridades electas. |
| 3   | Código Municipal                                   | Decreto 12-2002 del Congreso de la República de Guatemala. Tiene la categoría de ley ordinaria y contiene preceptos generales aplicables a todos los municipios, e inclusive contiene legislación referente a la creación de los municipios.             |
| 4   | Ley de Servicio Municipal                          | Decreto 1-87 del Congreso de la República de Guatemala. Regula las relaciones entra la municipalidad y los servidores públicos en materia laboral. Tiene su base constitucional en el artículo 262 de la constitución que ordena la emisión de la misma. |
| 5   | Ley General de Descentralización                   | Decreto 14-2002 del Congreso de la República de Guatemala. Regula el deber constitucional del Estado, y por ende del municipio, de promover y aplicar la descentralización y desconcentración económica y administrativa.                                |

El gobierno de los municipios de Guatemala está a cargo de un Concejo Municipal mientras que el código municipal —ley ordinaria que contiene disposiciones que se aplican a todos los municipios— establece que «el concejo municipal es el órgano colegiado superior de deliberación y de decisión de los asuntos municipales […] y tiene su sede en la circunscripción de la cabecera municipal». Por último, el artículo 33 del mencionado código establece que «[le] corresponde con exclusividad al concejo municipal el ejercicio del gobierno del municipio».
El concejo municipal se integra con el alcalde, los síndicos y concejales, electos directamente por sufragio universal y secreto para un período de cuatro años, pudiendo ser reelectos.
Existen también las Alcaldías Auxiliares, los Comités Comunitarios de Desarrollo (COCODE), el Comité Municipal del Desarrollo (COMUDE), las asociaciones culturales y las comisiones de trabajo. Los alcaldes auxiliares son elegidos por las comunidades de acuerdo a sus principios y tradiciones, y se reúnen con el alcalde municipal el primer domingo de cada mes, mientras que los Comités Comunitarios de Desarrollo y el Comité Municipal de Desarrollo organizan y facilitan la participación de las comunidades priorizando necesidades y problemas.

## Historia

### Época colonial
La fundación de este poblado se debe al señor Pascual Noj, quien accedió el 27 de agosto de 1624, fecha que coincide con la de la creación del curato de San Andrés, en honor a San Andrés Apóstol.
En 1690, el capitán e historiador Francisco Antonio de Fuentes y Guzmán escribió en su Recordación Florida sobre el poblado:
| «Yace este lugar de San Andrés Itzapa hacia la parte del septentrión, respecto de la situación de Guatemala en tierra alta de despejada llanura, con claros horizontes, y saludables vientos, que haciendo grata y acomodando su vivienda, su tierra fértil, y sus pastos feraces, y en mucho modo ofrece a su habitantes mucha comodidad para vivir la vida humana, haciéndola feliz y sin dolencias a todo el implemento de dichosos, que así este lugar uno de aquellos que se numeran como grandes entre los del corregimiento del valle de Guatemala, consta de mil cuatrocientos feligreses indios vecinos tributarios y treinta y dos españoles, los indios son de la nación e idioma k'akch'ikel dados en la propensión a los cultivos de sus campos en donde se produce maíz, Chile guaque, frijoles y garbanzo». —Francisco Antonio de Fuentes y Guzmán 1690 |

El arzobispo, Pedro Cortés y Larraz, realizó una visita pastoral a su nueva diócesis en Guatemala de 1768 a 1770 y mencionó lo siguiente de San Andrés Itzapa:
| «El pueblo de San Andrés Itzapa es buen camino para México aunque con una barranca, cuya bajada y subida no son muy violentas, respecto a las que suelen encontrarse, se cruzan dos arroyos de poco caudal y todo el camino es campo bueno para la siembra de maíz y fríjol». —Pedro Cortés y Larraz 1770 |

### Tras la Independencia de Centroamérica
Tras la Independencia de Centroamérica en 1821, la constitución del Estado de Guatemala promulgada en 1825 dividió el territorio del Estado para la administración de justicia en diez distritos y varios circuitos. Itzapa estaba en el circuito de Chimaltenango en el Distrito N.°8 (Sacatepéquez); este distrito contenía a Chimaltenango, Yepocapa, San Miguelito, Tejar, San Luis, Acatenango, Calderas, Chimachoy, Patzicía, Nejapa, Parramos, Tuluché, Chicoj y San Jacinto.
El 10 de julio de 1926 se acordó que de los fondos de ornato se invirtiera una suma en empedrado de las calles de la cabecera municipal.
El 4 de junio de 1949 se abrió al servicio público la oficina de correos y telecomunicaciones de 4ª categoría, mientras el 18 de febrero de 1958 se procedió con un acuerdo guberantivo que autorizó al deslinde y alojamiento de los terrenos con Zaragoza con el propósito de solucionar de forma justa, conveniente y definitiva las diferencias que habían existido en estos dos municipios. El 12 de julio de 1968 se concedió autorización al parcelamiento denominado San José Calderas para que funcionara el cementerio.

## Flora y fauna
El municipio de San Andrés Itzapa cuenta con varias zonas de bosque mixto, donde sobresale el pino, encino, roble, ciprés y otros, en general coníferas y latifoliadas.
Dentro de la flora del municipio de San Andrés Itzapa se encuentran las siguientes especies: Álamo (Alanus acuminata), encino (Quercus), roble (Quercus), ciprés común (Cupresus lusitánica), pino (Ceudoustrous), eucalipto, canaque, casuarina, conacaste (Enterolobium cyclocarpum), hormigo (platy-misium), grabilea, palo blanco.
Dentro de su fauna se encuentran las siguientes especies: Coyote, armadillo, gato de monte, tisote, tigrillo, goyoy, micoleón, puercoespín, ardilla, taltuza, cochemontes, paloma, cayayes, pajuil, faisán.

## Idioma
Se habla el español y el kaqchiquel, aunque migraciones de otros departamentos hacen que existan variantes y otros idiomas como el k'iché y el tzutujil (por la similitud en fonología y significado).

## Religión
La mayoría de la población del municipio de San Andrés Itzapa, es de Religión Católica. El templo católico está ubicado frente al mercado municipal, tiene la capacidad aproximada de 600 personas, y se llena en su totalidad los domingos. Hay además templos de otras iglesias cristianas: Evangélica, Adventista, Mormona, Sabática, etc.

## Artesanía
El municipio es rico en la realización de instrumentos de cuero como aparejos, mecapales, vainas para machetes y fundas de navajas, chanclas, artículos de jade, mesas y sillas, y redes de pita entre otros.

## Actividad Económica
La actividad económica de este municipio depende de varios factores, en ella residen grandes Industrias que se dedican al manejo bajo calidad de alimentos, vegetales y frutas, proporcionando empleo a un número considerable de personas. También la actividad agrícola ha sido por durante muchos años un eje importante en el desarrollo económico, hoy en día muchas personas se dedican enteramente a esta actividad donde se cosechan granos y vegetales como: trigo, maíz, frijol, aguacate, güisquil, remolacha, arveja china, puerro, cebollín, durazno, manzana, romanesco, rábano, guicoy, zanahoria, brócoli, repollo, café y, especialmente, chile guaque.

## Fiestas
- Convite (último sábado de enero)
- Corpus Christi (finales de junio)

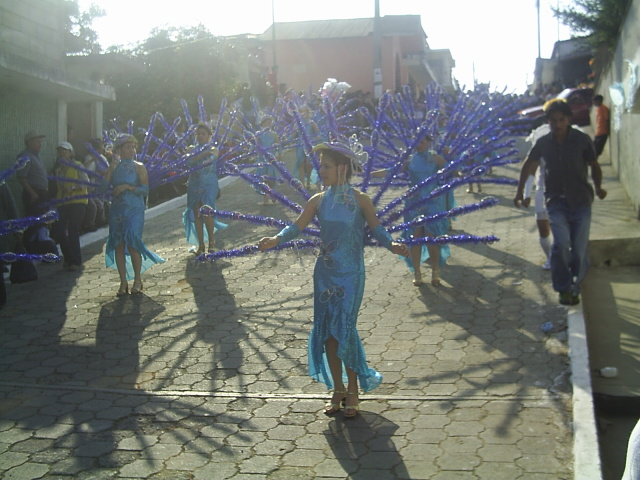
Baile para el Convite.

- Corrida de Cintas (15 de septiembre)
- San Simón (28 de octubre)
- Feria Titular (del 22 de noviembre al 1 de diciembre, el día principal es el 30 de noviembre)
- Día de La Santa Cruz (3 de Mayo)
- Semana Santa
- Día de San Cristóbal (30 de Julio)

La fiesta titular de San Andrés Itzapa, se celebra del 25 al 30 de noviembre, en honor al Apóstol San Andrés, la Iglesia católica realiza una fiesta en donde participa la cofradía; el festejo involucra a los mayordomos y texeles (cofradía femenina). El anda donde los santos patronos recorrerán las calles del pueblo se adornan con plumas, espejos piezas de tela de colores y pequeñas imágenes de madera. El ritual comienza desde el baile de los moros que contiene los ornamentos, hasta la visita desde la casa de la cofradía a la iglesia parroquial. También es una fiesta comercial en donde se dan transacciones de ganado.
El convite es una de las fiestas más esperadas por ser único en su forma de realizarse, es el más antiguo de Guatemala, ya que en el 2018 llegará a cuatro siglos de realización, es también el más vistoso y colorido y es el único que no ha perdido la forma de realización de un verdadero convite a pesar de los años que lleva.
Muchas personas han catalogado al pueblo de San Andrés Itzapa como "el más alegre y fiestero de Chimaltenango"
Debido a la decadencia de su comercio por acuerdo gubernativo de fecha 16 de agosto de 1878 la feria ya no se realizó en este municipio, paso a manos del municipio de Jocotenango con posterioridad este decreto fue derogado y la feria volvió a San Andrés Itzapa.

## Lugares turísticos
- Balneario Xipacay.
- Balneario Las Tunas
- Balneario Socontón
- Templo de San Simón

## Ambiente
Deforestación
La deforestación es la destrucción a gran escala del bosque por la acción humana, generalmente para la utilización de la tierra para otros usos. La deforestación en el municipio de san Andrés Itzapa, se ve reflejada en la montaña “El Soco”, la cual posee la mayor biodiversidad (flora y fauna) del municipio, lo que origina que constantemente se vea reflejada por la tala desmedida por parte de leñadores.
El área boscosa del municipio de San Andrés Itzapa se representa en 52 km² de área, de los cuales un 40% se utiliza para cobertura forestal, estando dividido este porcentaje en 35% para bosque natural y 5% para bosque artificial. El 60% de área boscosa restante es deforestado, un 20% para uso agrícola y un 40% para convocación forestal. La deforestación en el municipio representa 25 metros cúbicos diarios los cuales representan una tala de 30 a 35 árboles diarios. Algunas de las causas que han provocado la deforestación son las siguientes:
- Avance de la frontera agrícola
- Uso de materiales para usos energéticos como extracción de leña
- Uso de los recursos con objetivos financieros como talas ilícitas

El Consejo Municipal ha realizado acciones para evitar el problema de la deforestación, entre las cuales están:
- La oficina forestal, para coordinar actividades con la policía, juzgado de paz y auxiliares con el objeto de minimizar las talas ilícitas.
- Reforestar las partes críticas del astillero municipal.

Las medidas realizadas para la reforestación son las siguientes:
- Protección de las partes altas de los nacimientos que abastecen a la población, los cuales son aproximadamente 75 hectáreas.
- El área reforestada anualmente es de 10 hectáreas, reforestando hasta ahora 30 Hectáreas del astillero municipal
- Donación de plantas a propietarios privados, sembrando anualmente alrededor de 5 hectáreas
- Capacitación a grupos comunitarios

Áreas Verdes
En el área urbana se puede observar que existen muy pocas áreas verdes, esto se debe al crecimiento de la población, la falta de conciencia por mantener las áreas verdes en buen estado y el crecimiento agrícola. La montaña “El Socó” es una de las principales áreas boscosas y verdes del Municipio, la cual es también parte de Zaragoza, Patzícia y Acatenango. Su importancia radica en la biodiversidad de especies tanto de flora como de fauna y la gran cantidad de nacimientos que existen, siendo algunos de estos utilizados para abastecer a la población del municipio como a los municipios de Zaragoza, Patzícia y Acatenango e incluso a la ciudad capital. La tala inmoderada de árboles en la montaña “El Socó” ha venido a afectar a los nacimientos, ya que estos han disminuido su caudal.

## Instituciones Existentes
En el municipio funcionan las siguientes instituciones:[cita requerida]
- FIDESMA: (fundación Integral de Desarrollo Sostenible y Medio Ambiente).  Su objetivo es promover el desarrollo sostenible a las comunidades de la región y del país, Principalmente las áreas rurales con énfasis en la conservación y protección del medio ambiente. Capacitando a grupos para el trabajo promoviendo el desarrollo de la mujer en diversas actividades para el beneficio de su familia y su comunidad.
- Maya Pedal: tecnología apropiada. Concientiza e informa a las comunidades del uso de la tecnología apropiada como un elemento del proyecto eco-sostenible, y la elaboración y diseño de bici-máquinas que llenan las necesidades específicas de las comunidades beneficiadas.
- Aires: capacitación y producción
- Katori: apadrinamiento de niños.
- Proyecto San Andrés: apadrinamiento de niños.
- Manos Amigas: centro de ayuda y apoyo a madres solteras.
- Visión Mundial: apadrinamiento de niños.
- Ministerio Piedad: apadrinamiento de niños.
- Nuestros Pequeños Hermanos: Casa Hogar, Becas educativas y servicios sociales
- """COINCIDIR: Asociación en promoción de los derechos de la niñez y adolescencia